# Овёснов, Сергей Александрович
Серге́й Алекса́ндрович Овёснов (5 апреля 1952 года, Пермь) — советский, российский ботаник, доктор биологических наук, научный руководитель Ботанического сада (1984–1993), заведующий кафедрой ботаники и генетики растений Пермского университета (2002–2012). Лидер научного направления «Биоразнообразие сосудистых растений Пермского края и его изменения при антропогенном воздействии» в ПГНИУ. Сын ботаника А. М. Овёснова.

## Биография
Родился в г. Перми.
В 1974 году окончил биологический факультет Пермского университета. По окончании был распределен младшим научным сотрудником в лабораторию лесоведения ЕНИ при ПГУ.
С 1975 года работает на кафедре морфологии и систематики растений (с 1996 года  — кафедра ботаники и генетики растений), пройдя все ступени от ассистента до профессора.
С 1984 по 1985 год — директор Ботанического сада им. А. Г. Генкеля Пермского университета.. 
В 1984–1993 годах — научный руководитель Ботанического сада.
В 1984 году в МГПИ имени В. И. Ленина (Москва) защитил кандидатскую диссертацию "Флора подзоны широколиственно-хвойных лесов северо-востока Русской равнины (в пределах юга Пермской области)".
В 1992–1995 годах — зам. декана по научной работе  биологического факультета Пермского университета.
С 1998 года — доктор биологических наук (диссертация "Флора Пермской области и её анализ" Архивная копия от 30 октября 2016 на Wayback Machine). Диссертацию защищал в БИН имени В. Л. Комарова РАН (Санкт-Петербург). с 1999 года — профессор кафедры морфологии и систематики растений (ботаники и генетики растений).
В  2002–2012 — зав. кафедрой ботаники и генетики растений  Пермского университета.

## Научная работа
Основные научные интересы — флора сосудистых растений Пермского края и фитогеография Урала, а также проблемы охраны растений. Опубликовал первый список сосудистых растений Пермской области.
С середины 1990-х годов занимался вопросами устойчивости растительности к техногенным воздействиям, а также проблемами биомониторинга.
В 2000-е годы занимался изучением видового состава сосудистых растений различных географических пунктов, муниципальных образований и ООПТ Пермского края, проводил мониторинговые работы по оценке состояния локальных популяций редких и исчезающих видов растений и систематические исследования «сложных» и малоизученных в пределах Пермского края таксонов (родов и семейств) сосудистых растений.
В ПГНИУ С. А. Овёснов является лидером научного направления «Биоразнообразие сосудистых растений Пермского края и его изменения при антропогенном воздействии».
Участвовал в международных проектах: 6-й рамочной программы Комиссии Европейского Сообщества «Симуляция процесса использования земель — интерактивный электронный инструмент для SIA(e-LUP)» (2007–2009), AtlasFloraeEuropeae, Финляндия, Хельсинкский университет (с 2006 года по настоящие время).
Опубликовано более 200 научных работ, в том числе несколько монографий и учебно-методических пособий, в том числе учебное пособие "Морфология и анатомия вегетативных органов высших растений" с грифом УМО университетов РФ.
Помимо госбюджетных исследований осуществлял руководство выполнением хоздоговорных исследований, связанных с охраной растительного покрова и особо охраняемых природных территорий. Заместитель главного редактора выпуска "Биология" "Вестника Пермского университета". Под его научным руководством выполнены и успешно защищены несколько кандидатских диссертаций.

## Награды
- Премия Пермской области 1 степени в области биологии и сельскохозяйственных наук им. В. Н. Прокошева (2002).
- Звание «Почётный работник высшего профессионального образования Российской Федерации» (2006).
- Юбилейная медаль МВД РФ «100 лет кинологическим подразделениям МВД России» (2009).

## Избранные публикации
- Овёснов С. А. Опыт использования коэффициента Кендэла для сравнения систематической структуры равнинных флор // Теоретические и методические проблемы сравнительной флористики. Л.: Наука, 1987. С. 196–199.
- Овёснов С. А., Москвина Н. В. Anemonedichotoma(Ranunculaceae) в Пермском Предуралье // Ботанический журнал. 1988. Т. 73, № 8. С. 1205–1206.
- Геоботаническое районирование Нечерноземья европейской части РСФСР / В. Д. Александрова, Т. И. Исаченко, С. А. Овёснов и др. Л.: Наука, 1989. 64 с.
- Овёснов С. А., Козьминых Т. В. О находках Saniculagiraldii (Apiaceae)в Пермской области // Ботанический журнал. 1993. Т. 78, № 7. С. 85–87.
- R. ovessnovii Tzvel. 1995, Ботанический журнал. 80, 7 : 81. Л. Овеснова. Т и п : Пермская обл. («Кудымкарский р-н, пос. Визяй, суходольный луг»). Ц. (Волж.-Кам.). На лугах и лесных полянах. Эндемик.
- Овёснов С. А. Флористические находки в Пермской области // Там же. 1997. Т. 82, № 11. С. 91–97.
- Овёснов С. А. Конспект флоры Пермской области. Пермь: Изд-во Перм. ун-та, 1997. 252 с.
- Камелин Р. В., Овёснов С. А., Шилова С. И. Неморальные элементы во флорах Урала и Сибири. Пермь: Изд-во Перм. ун-та, 1999. 83 с.
- Морфология и анатомия вегетативных органов высших растений : учебное пособие / С. А. Овёснов ; Перм. гос. ун-т. Пермь : [б. и.], 2000. 221 с. : ил. - Библиогр.: с. 217. ISBN 5-7944-0157-5.
- Овёснов С. А. Особо охраняемые природные территории Пермской области: реестр. Книжный мир, 2002. 463 с.
- Жемчужины Прикамья. По страницам Красной книги Пермской области / Упр. по охране окружающей среды Перм. обл., Перм. гос. ун-т, Перм. гос. пед. ун-т; под ред. Л. И. Харуна и др. Пермь : Б. и., 2003. 128 с. : ил. ISBN 5-88187-189-8.
- Сосудистые растения Вишерского заповедника. Флора и растительность / Т. П. Белковская, А. Г. Безгодов, С. А. Овёснов ; Упр. по охране окружающей среды Перм. обл. Пермь : Изд-во Перм. ун-та, 2004. 103 с. Библиогр.: с. 98-100. ISBN 5-8241-0370-4.
- Сокровища Пермского края: По страницам Красной книги Пермской области / [под общ. ред. А. И. Шепеля; Деп. по науке и образованию Перм. области]. Пермь : Кн. мир, 2005. 160 с. : ил. ISBN 5-93824-065-4
- Овёснов С. А. К флористическому районированию востока европейской России Архивная копия от 21 мая 2014 на Wayback Machine // Вестник Пермского университета. Серия "Биология" 2007. Вып. 5 (10). С. 15–19.
- Флористическое районирование Земли : учебное пособие к курсу "География растений" / С. А. Овёснов ; Федеральное агентство по образованию, Пермский государственный университет. Пермь : [б. и.], 2007. 67 с. : ил. ISBN 5-7944-0843-X.
- Овёснов С. А. Иллюстрированный определитель растений Пермского края / Овёснов С. А., Ефимик Е. Г., Козьминых Т. В. и др. / Под ред. С. А. Овёснова. Пермь: Книжный мир, 2007. 743 с.
- Овёснов С. А., Ефимик Е. Г. Биоразнообразие и экология высших растений: учебное пособие по учебной практике. Перм. гос. ун-т. Пермь, 2009. 131 с.
- Местная флора. Флора Пермского края и её анализ : учебное пособие по спецкурсу / С. А. Овеснов ; Федер. агентство по образованию, Перм. гос. ун-т. Пермь : Изд-во Перм. ун-та, 2009. 215 с. ISBN 978-5-7944-1321-2
- Овёснов С. А., Ефимик Е. Г., Плешивых Н. В. Флора и растительность ООПТ «Кваркуш» Архивная копия от 2 декабря 2020 на Wayback Machine  // Вестник Удмуртского университета. Серия "Биология". Науки о Земле. 2010. Вып 4. С. 74–85.
- Овёснов С. А., Молганова Н. А. Таксономическая структура дендрофлоры г. Перми // Вестник Удмуртского университета. Серия "Биология". Науки о Земле. 2011. Вып 3. С. 147–150.
- Овёснов С. А. Дополнения к флоре заказника «Предуралье» (Пермский rрай). Часть 1 // Вестник Удмуртского университета. Серия "Биология". Науки о Земле. 2012. Вып 2. С. 153–155.
- Овёснов С. А. Морфология и анатомия растений : учебное пособие для студентов университетов, обучающихся по направлению "Биология" / С. А. Овёснов ; М-во образования и науки РФ, Перм. гос. нац. исслед. ун-т. 2-е изд., испр. Пермь, 2012. 221 с. : ил. ISBN 978-5-7944-1826-2.
- Овёснов С.А., Ефимик Е. Г., Москвина Н. В. Дополнения к флоре заказника «Предуралье» (Пермский rрай). Часть 2. // Вестник Удмуртского университета. Серия "Биология". Науки о Земле. 2013. Вып 2. С. 130–132.
- Овёснов С. А., Ефимик Е. Г. Флора и растительность ООПТ «Лунежские горы и Камская долина» (Пермский край) Архивная копия от 25 марта 2020 на Wayback Machine // Вестник Удмуртского университета. Серия "Биология". Науки о Земле. 2013. Вып 4. С. 25–36.
- Молганова Н. А., Овёснов С. А. Древесно-кустарниковые растения природного культурно-мемориального парка «Егошихинское кладбище» // Вестник Удмуртского университета. Серия "Биология". Науки о Земле. 2014. Вып 3. С. 40–42.
- Овёснов С. А., Ефимик Е. Г. Флора историко-природного комплекса «Спасская гора» (Пермский край) Архивная копия от 12 июля 2019 на Wayback Machine // Вестник Удмуртского университета. Серия "Биология". Науки о Земле. 2014. Вып 4. С. 18–26.
- Молганова Н. А., Овёснов С. А. Виды родов боярышник (Crataegus L., Rosaceae) и ясень (Fraxinus L., Oleaceae) в г. Перми // Вестник Удмуртского университета. Серия "Биология". Науки о Земле. 2015. Вып 2. С. 90–94.